# Pietriș (okręg Marusza)
Pietriș – wieś w Rumunii, w okręgu Marusza, w gminie Deda. W 2011 roku liczyła 420 mieszkańców.